# Manual de Información de Programas Estándar
El Manual de Información de Programas Estándar (SSIM, Standard Schedule Information Manual) publicado por la Asociación de Transporte de Aire Internacional documenta estándares y procedimientos internacionales para que las aerolíneas intercambien sus programas de vuelos y datos sobre el tipo de aeronaves, aeropuertos y terminales, y husos horarios.
El Manual es un libro de tapa blanda de unas 600 páginas que se publica anualmente el mes de marzo.

## Capítulos
- Capítulo 1: Definiciones (Definitions)
- Capítulo 2: Información Requerida para Programas Estándar (Information Required for Standard Schedules)
- Capítulo 3: Distribución Estándar para la Información del Programa (Standard Print Layouts for Schedules Information)
- Capítulo 4: Procedimiento de Mensajes de Programa Estándar (Standard Schedules Message Procedure)
- Capítulo 5: Procedimiento de Mensajes de Programa ad hoc (Ad Hoc Schedules Message Procedure)
- Capítulo 6: Procedimientos de Coordinación de Aeropuertos (Airport Coordination Procedures)
- Capítulo 7: Presentación y Transferencia de Datos de un Programa (Presentation and Transfer of a Schedule Data Set)
- Capítulo 8: Presentación, Aplicación y Transferencia de Datos de Tiempo Mínimo de Conexión (MCT) (Presentation, Application, and Transfer of Minimum Connecting Time (MCT) Data).
- Apéndices